# Lebkhata
Lebkhata (franska: Lebkhata (CR), Lebkhata (Commune Rurale), arabiska: أهل انكاد) är en kommun i Marocko.   Den ligger i provinsen Jerada och regionen Oriental, i den nordöstra delen av landet, 400 km öster om huvudstaden Rabat. Antalet invånare är 2 546.